# Boltzmannova konstanta
Boltzmannova konstanta je fizikalna konstanta koja se označava kao k ili kB, a povezuje temperaturu i energiju. Imenovana je prema austrijskom fizičaru Ludwigu Boltzmannu.
Vrijednost konstante iznosi:
{\displaystyle k_{\rm {B}}={\frac {R}{N_{\rm {A}}}}=1{,}3806505(24)\cdot 10^{-23}\;{\mbox{J/K}}=8{,}617343\cdot 10^{-5}\;{\mbox{eV/K}}}
pri čemu su oznake fizikalnih konstanti i mjernih jedinica:
- R - univerzalna plinska konstanta
- NA - Avogadrov broj
- J - džul, jedinica SI za energiju
- K - kelvin, jedinica SI za termodinamičku temperaturu
- eV - elektronvolt, jedinica za energiju često korištena u fizici